# ФК МКМ Подгорица
Фудбалски клуб МКМ, црногорски је фудбалски клуб из Подгорице, који се такмичи у Трећој лиги Црне Горе у регији Центар.

## Историја
Основан је 2016. године, када је уписан у регистар Фудбалског савеза Црне Горе. Основао га је Мирза Шутковић, када се са породицом преселио из Рожаја у Подгорицу, а име му је дао према првим словима имена своје троје дјеце. У почетку је тренирало само троје дјеце, након чега је клуб почео да се такмичи у неколико млађих категорија, са преко 100  чланова. На љето 2024. по први пут је оформио сениорску екипу и заоилто је такмичење у регији Центар у сезони 2024/25. У првом колу изгубио је од Фанс јунајтеда кући 1 : 0.

## Резултати у такмичењима у Црној Гори
| Сезона   | Степен | Лига                | Бр.екипа           | Позиција            | Куп             |
| -------- | ------ | ------------------- | ------------------ | ------------------- | --------------- |
| 2024/25. | 3      | Трећа лига — Центар | 22 (2 групе по 11) | 8. мјесто у групи Б | Није учествовао |